# 寂寞的十七歲 (電影)
《寂寞的十七歲》是1968年的台灣電影，由柯俊雄、唐寶雲、李湘、林雁等人主演，是白景瑞獨立執導的第一部電影。這電影講述關於17歲少女唐丹美（唐寶雲 飾）的故事。本片獲得第6屆金馬獎最佳導演、最佳彩色攝影、最佳剪輯、最佳彩色美術設計及最佳錄音。

## 角色與演員
| 角色   | 演員   | 備註                                                                           |
| 馮澤   | 柯俊雄 | 唐丹萍和唐丹美的表哥，也是唐丹萍的男友，在出國前和前女友發現爭執，後來車禍身亡 |
| 唐丹美 | 唐寶雲 | 17歲高中女生，家境富裕，品学兼優，但不滿當時的生活，暗戀表哥馮澤               |
| 林雪   | 李湘   | 馮澤的前女友，希望和馮澤復合                                                   |
| 唐丹萍 | 林雁   | 唐丹美的姊姊，正和馮澤交往                                                     |

## 奖项
| 頒獎典禮    | 獎項               | 獲獎及入圍者 | 結果 |
| ----------- | ------------------ | ------------ | ---- |
| 第6屆金馬獎 | 最佳導演獎         | 白景瑞       | 獲獎 |
| 第6屆金馬獎 | 最佳彩色攝影       | 林贊庭       | 獲獎 |
| 第6屆金馬獎 | 最佳剪輯           | 沈業康       | 獲獎 |
| 第6屆金馬獎 | 最佳彩色美術設計   | 李季         | 獲獎 |
| 第6屆金馬獎 | 最佳錄音           | 洪瑞庭       | 獲獎 |
| 第6屆金馬獎 | 最佳攝影技術特別獎 |              | 獲獎 |

## 註解
1. ↑  內容和白先勇的短篇小說《寂寞的十七歲》無直接關係

## 外部連結
- 開眼電影網上《寂寞的十七歲》的資料（繁體中文）
- 互联网电影数据库（IMDb）上《寂寞的十七歲》的资料（英文）
- 豆瓣电影上《寂寞的十七歲》的資料 （简体中文）